# Thebon
Thebon (Steinkjer, 6 novembre 1982) è un cantante norvegese, ex della band black metal Keep of Kalessin.
Ha cantato dal 2002 al 2004 nella band black metal norvegese Sublitirum.  Nel 2004 venne chiamato da Obsidian C. per cantare nei Keep Of Kalessin.

## Discografia

### Album in studio (con Sublitirum)
- 2002 - Dark Prophecies
- 2004 - Dark Side Of You

### Album in studio (con Keep Of Kalessin)
- 2006 - Armada
- 2008 - Kolossus
- 2010 - Reptilian

### Demo (con Sublitirum)
- 2000 - Chemical Bastard